# Undertale Soundtrack
Undertale Soundtrack (estilizado como UNDERTALE Soundtrack) es un álbum de banda sonora de Toby Fox, lanzado en 2015 para el videojuego Undertale.

## Desarrollo
La banda sonora del juego fue compuesta en su totalidad por Fox con FL Studio. Siendo un músico autodidacta, compuso la mayoría de las pistas con poca iteración; el tema principal del juego, «Undertale», fue la única canción que se sometió a múltiples iteraciones en desarrollo. La banda sonora se inspiró en la música de los juegos de rol de Super NES, como EarthBound, la serie Bullet Hell Touhou Project, así como el webcomic Homestuck, para el cual Fox proporcionó parte de la música. Fox también declaró que trato de inspirarse en toda la música que escuchaba, particularmente en la de los videojuegos. Según Fox, más del 90% de las canciones fueron compuestas específicamente para el juego. «Megalovania», la canción utilizada durante la batalla de jefe contra Sans, se había utilizado previamente en Homestuck y en uno de los ROM hacks de EarthBound de Fox. Para cada sección del juego, Fox compuso la música antes de la programación, ya que ayudó a «decidir cómo debería ir la escena». Inicialmente intentó usar un tracker para componer la banda sonora, pero le resultó difícil de usar. Finalmente decidió reproducir segmentos de la música por separado y conectarlos en una pista. Para celebrar el primer aniversario del juego, Fox lanzó cinco obras musicales sin usar en su blog en 2016. Cuatro de las canciones del juego se lanzaron como contenido descargable oficial para la versión Steam del videojuego Groove Coaster de Taito.

## Lanzamiento y recepción
La banda sonora oficial de Undertale fue lanzada por el sello de música de videojuegos Materia Collective en 2015, simultáneamente con el lanzamiento del juego. Además, se han lanzado dos álbumes de versiones oficiales de Undertale: el álbum de metal/electrónica de 2015 Determination de RichaadEB y Ace Waters, y el álbum de jazz de 2016 Live at Grillby's de Carlos Eiene, más conocido como insaneintherainmusic. Otro álbum de duetos de jazz basado en canciones de Undertale, Prescription for Sleep, fue interpretado y lanzado en 2016 por el saxofonista Norihiko Hibino y el pianista Ayaki Sato. En el mismo año también se lanzó una edición en vinilo de 2×LP de la banda sonora de Undertale, producida por iam8bit. Dos libros de partituras y álbumes digitales oficiales de Undertale Piano Collections, arreglados por David Peacock e interpretados por Augustine Mayuga Gonzales, fueron lanzados en 2017 y 2018 por Materia Collective. Un disfraz de Mii Fighter basado en Sans estuvo disponible para descargar en el título cruzado Super Smash Bros. Ultimate en septiembre de 2019, marcando el debut oficial del personaje como modelo 3D. Este disfraz también agrega un nuevo arreglo de «Megalovania» de Fox como pista musical. El director de Super Smash Bros., Masahiro Sakurai, señaló que Sans era una solicitud popular para aparecer en el juego. También se agregó música de Undertale a Taiko no Tatsujin: Drum 'n' Fun! como contenido descargable.
La banda sonora de Undertale ha sido bien recibida por los críticos como parte del éxito del juego, en particular por el uso de varios leitmotivs para los diversos personajes utilizados en varias pistas. En particular, «Hopes and Dreams», el tema del jefe cuando se lucha contra Asriel en el recorrido donde el jugador evita matar a cualquier monstruo, recupera la mayoría de los temas de los personajes principales y es «una manera perfecta de culminar tu viaje», según Nadia Oxford de USgamer. Oxford señala que esta pista en particular demuestra la capacidad de Fox para «convertir canciones antiguas en experiencias completamente nuevas», que se utiliza en toda la banda sonora del juego. Tyler Hicks de GameSpot comparó la música con «melodías basadas en bits».
La banda sonora de Undertale había sido versionada con frecuencia por varios estilos y grupos. Como parte del quinto aniversario del juego, Fox transmitió imágenes con permiso de un concierto de 2019 de las canciones de Undertale interpretadas por Music Engine, un grupo de orquesta en Japón, con el apoyo de Fangamer y 8-4.
La pista «Megalovania» ha visto un uso extensivo en los memes de Internet. En enero de 2022, la canción se tocó para el Papa Francisco.

## Listado de pistas
Todas las canciones escritas y compuestas por Toby Fox. 
| Disco 1 |                                                                                      |          |  |
| N.º     | Título                                                                               | Duración |  |
| 1.      | «Once Upon a Time»                                                                   | 1:28     |  |
| 2.      | «Start Menu»                                                                         | 0:32     |  |
| 3.      | «Your Best Friend»                                                                   | 0:23     |  |
| 4.      | «Fallen Down»                                                                        | 0:57     |  |
| 5.      | «Ruins»                                                                              | 1:32     |  |
| 6.      | «Uwa!! So Temperate♫»                                                                | 0:56     |  |
| 7.      | «Anticipation»                                                                       | 0:22     |  |
| 8.      | «Unnecessary Tension»                                                                | 0:17     |  |
| 9.      | «Enemy Approaching»                                                                  | 0:56     |  |
| 10.     | «Ghost Fight»                                                                        | 0:56     |  |
| 11.     | «Determination»                                                                      | 0:50     |  |
| 12.     | «Home»                                                                               | 2:03     |  |
| 13.     | «Home (Music Box)»                                                                   | 2:02     |  |
| 14.     | «Heartache»                                                                          | 1:48     |  |
| 15.     | «sans.»                                                                              | 0:50     |  |
| 16.     | «Nyeh Heh Heh!»                                                                      | 0:32     |  |
| 17.     | «Snowy»                                                                              | 1:44     |  |
| 18.     | «Uwa!! So Holiday♫»                                                                  | 0:30     |  |
| 19.     | «Dogbass»                                                                            | 0:06     |  |
| 20.     | «Mysterious Place»                                                                   | 0:44     |  |
| 21.     | «Dogsong»                                                                            | 0:37     |  |
| 22.     | «Snowdin Town»                                                                       | 1:16     |  |
| 23.     | «Shop»                                                                               | 0:50     |  |
| 24.     | «Bonetrousle»                                                                        | 0:57     |  |
| 25.     | «Dating Start!»                                                                      | 1:56     |  |
| 26.     | «Dating Tense!»                                                                      | 0:26     |  |
| 27.     | «Dating Fight!»                                                                      | 0:35     |  |
| 28.     | «Premonition»                                                                        | 1:01     |  |
| 29.     | «Danger Mystery»                                                                     | 0:18     |  |
| 30.     | «Undyne»                                                                             | 0:45     |  |
| 31.     | «Waterfall»                                                                          | 2:06     |  |
| 32.     | «Run!»                                                                               | 0:26     |  |
| 33.     | «Quiet Water»                                                                        | 0:32     |  |
| 34.     | «Memory»                                                                             | 1:15     |  |
| 35.     | «Bird That Carries You Over a Disproportionately Small Gap»                          | 0:25     |  |
| 36.     | «Dummy!»                                                                             | 2:25     |  |
| 37.     | «Pathetic House»                                                                     | 0:38     |  |
| 38.     | «Spooktune»                                                                          | 0:23     |  |
| 39.     | «Spookwave»                                                                          | 0:25     |  |
| 40.     | «Ghouliday»                                                                          | 0:12     |  |
| 41.     | «Chill»                                                                              | 0:56     |  |
| 42.     | «Thundersnail»                                                                       | 0:42     |  |
| 43.     | «Temmie Village»                                                                     | 0:57     |  |
| 44.     | «Tem Shop»                                                                           | 0:45     |  |
| 45.     | «NGAHHH!!»                                                                           | 1:22     |  |
| 46.     | «Spear of Justice»                                                                   | 1:55     |  |
| 47.     | «Ooo»                                                                                | 0:14     |  |
| 48.     | «Alphys»                                                                             | 1:25     |  |
| 49.     | «It's Showtime!»                                                                     | 0:46     |  |
| 50.     | «Metal Crusher»                                                                      | 1:03     |  |
| 51.     | «Another Medium»                                                                     | 2:22     |  |
| 52.     | «Uwa!! So Heats!!♫»                                                                  | 0:33     |  |
| 53.     | «Stronger Monsters»                                                                  | 1:03     |  |
| 54.     | «Hotel»                                                                              | 1:27     |  |
| 55.     | «Can You Really Call This a Hotel, I Didn't Receive a Mint on My Pillow or Anything» | 1:01     |  |
| 56.     | «Confession»                                                                         | 0:42     |  |
| 57.     | «Live Report»                                                                        | 0:17     |  |
| 58.     | «Death Report»                                                                       | 0:47     |  |
| 59.     | «Spider Dance»                                                                       | 1:46     |  |
| 60.     | «Wrong Enemy !?»                                                                     | 0:58     |  |
| 61.     | «Oh! One True Love»                                                                  | 1:24     |  |
| 62.     | «Oh! Dungeon»                                                                        | 0:32     |  |
| 63.     | «It's Raining Somewhere Else»                                                        | 2:50     |  |
| 64.     | «CORE Approach»                                                                      | 0:12     |  |
| 65.     | «CORE»                                                                               | 2:46     |  |
| 66.     | «Last Episode!»                                                                      | 0:07     |  |
| 67.     | «Oh My...»                                                                           | 0:14     |  |
| 68.     | «Death by Glamour»                                                                   | 2:14     |  |
| 69.     | «For the Fans»                                                                       | 1:47     |  |
| 70.     | «Long Elevator»                                                                      | 0:20     |  |
| 71.     | «Undertale» (guitarra por Stephanie MacIntire)                                       | 6:21     |  |
| 72.     | «Song That Might Play When You Fight Sans»                                           | 1:02     |  |
| 73.     | «The Choice»                                                                         | 2:12     |  |
| 74.     | «Small Shock»                                                                        | 0:14     |  |
| 75.     | «Barrier»                                                                            | 0:31     |  |
| 76.     | «Bergentrückung»                                                                     | 0:21     |  |
| 77.     | «Asgore»                                                                             | 2:36     |  |

| Disco 2 |                                |          |  |
| N.º     | Título                         | Duración |  |
| 78.     | «You Idiot»                    | 0:34     |  |
| 79.     | «Your Best Nightmare»          | 4:00     |  |
| 80.     | «Finale»                       | 1:52     |  |
| 81.     | «An Ending»                    | 3:28     |  |
| 82.     | «She's Playing Piano»          | 0:18     |  |
| 83.     | «Here We Are»                  | 2:06     |  |
| 84.     | «Amalgam»                      | 1:20     |  |
| 85.     | «Fallen Down (Reprise)»        | 2:30     |  |
| 86.     | «Don't Give Up»                | 2:02     |  |
| 87.     | «Hopes and Dreams»             | 3:01     |  |
| 88.     | «Burn in Despair!»             | 0:21     |  |
| 89.     | «SAVE the World»               | 1:53     |  |
| 90.     | «His Theme»                    | 2:05     |  |
| 91.     | «Final Power»                  | 0:18     |  |
| 92.     | «Reunited»                     | 4:44     |  |
| 93.     | «Menu (Full)»                  | 0:32     |  |
| 94.     | «Respite»                      | 1:54     |  |
| 95.     | «Bring It In, Guys!»           | 4:12     |  |
| 96.     | «Last Goodbye»                 | 2:15     |  |
| 97.     | «But the Earth Refused to Die» | 0:34     |  |
| 98.     | «Battle Against a True Hero»   | 2:36     |  |
| 99.     | «Power of "Neo"»               | 0:30     |  |
| 100.    | «Megalovania»                  | 2:36     |  |
| 101.    | «Good Night»                   | 0:31     |  |

## Posicionamiento en listas
| Listas (2016)                       | Posición más alta |
| ----------------------------------- | ----------------- |
| UK Independent Album Breakers (OCC) | 19                |
| UK Soundtrack Albums (OCC)          | 25                |
| US Independent Albums (Billboard)   | 21                |
| US Soundtrack Albums (Billboard)    | 5                 |

## Otras lecturas
- Jones, Rebecca (17 de septiembre de 2020). «Watch Undertale's 5th anniversary concert on YouTube». PC Gamer (en inglés). Archivado desde el original el 25 de junio de 2021. Consultado el 6 de marzo de 2021.
- Stewart, Charlie (8 de enero de 2021). «The Most Memorable Musical Moments in Gaming». Game Rant (en inglés). Archivado desde el original el 20 de enero de 2021. Consultado el 6 de marzo de 2021.
- Good, Owen S. (15 de enero de 2020). «Steam's soundtrack change means saying goodbye to some good goofs». Polygon (en inglés) (Vox Media). Archivado desde el original el 25 de junio de 2021. Consultado el 6 de marzo de 2021.
- Hayward, Mark (6 de diciembre de 2020). «City Matters: Secretive NH game designer created Undertale video game». Union Leader (en inglés). Archivado desde el original el 22 de junio de 2021. Consultado el 6 de marzo de 2021.
- Schreier, Jason (15 de enero de 2016). «Undertale Has One Of The Greatest Final Boss Fights In RPG History». Kotaku (en inglés). Gawker Media. Archivado desde el original el 28 de abril de 2016. Consultado el 22 de abril de 2016.